# Gaoming (köpinghuvudort i Kina, Jiangsu Sheng, lat 32,25, long 120,37)
Gaoming är en köpinghuvudort i Kina. Den ligger i provinsen Jiangsu, i den östra delen av landet, omkring 150 kilometer öster om provinshuvudstaden Nanjing. Antalet invånare är 43 220. Befolkningen består av 22 814 kvinnor och 20 406 män. Barn under 15 år utgör 14,0 %, vuxna 15-64 år 67 %, och äldre över 65 år 17,0 %.
Runt Gaoming är det tätbefolkat, med 819 invånare per kvadratkilometer. Närmaste större samhälle är Huangqiao, 13,0 km väster om Gaoming. Trakten runt Gaoming består till största delen av jordbruksmark.
Genomsnittlig årsnederbörd är 1 307 millimeter. Den regnigaste månaden är juli, med i genomsnitt 264 mm nederbörd, och den torraste är januari, med 34 mm nederbörd.